# Hikaru Chō
Hikaru Chō (jap. チョー ヒカル bzw. 趙 燁, Chō Hikaru, chin. Zhao Ye; * 29. März 1993 in der Präfektur Tokio) ist eine chinesisch-japanische Künstlerin und Bodypainterin.

## Leben
Chō ist geboren und aufgewachsen in Japan, besitzt aber die chinesische Staatsangehörigkeit. Sie studierte bis 2012 Design an der Kunsthochschule Musashino und ist mit ihren Werken international bekannt. Sie bemalt als Bodypainterin nackte Körper und bei ihrer Food-art auch Lebensmittel. Sie dokumentiert damit die Vergänglichkeit, die Verletzbarkeit und die Verfremdung.
2014 hat sie mit ihren Bildern auf Körpern die Kampagne My Body my Rights von Amnesty International illustriert.
2016 wurden Fotos ihrer Werke in einer Ausstellung Identität im Wandel im Kunstverein Ludwigsburg im MIK gezeigt.